# Museo de Arte Moderno de Buenos Aires
El Museo de Arte Moderno de Buenos Aires fue creado en 1956 por iniciativa del crítico de arte Rafael Squirru, fundador y primer director de la institución.  Squirru era en ese entonces un joven abogado, entusiasta eterno y apasionado por la cultura. Se configuró como uno de los mayores promotores del arte argentino y acompañó a los artistas de su tiempo. Fue amigo de artistas como Tomás Maldonado o Quinquela Martín que ejercieron en él un constante impulso hacia el gusto por el arte y la cultura. 

## Historia
La misión del Museo de Arte Moderno fue, desde sus inicios, ser un museo de vanguardia y un punto de confluencia para las últimas producciones de todas las disciplinas artísticas. Buscó activar sus interacciones y contextualizarlas en un marco institucional.
El decreto de fundación del Museo establecía que su sede estaría ubicada en el moderno edificio del Teatro Municipal General San Martín, obra del arquitecto Mario Roberto Álvarez, que en 1956 aún estaba en construcción. Este edificio de la calle Corrientes no se terminaría hasta mediados de 1960, razón por la cual durante sus primeros cuatro años de existencia el museo sería nómade y la prensa lo apodaría el “Museo fantasma”. Cuando los periodistas interrogaban a Squirru sobre el museo, el director declaraba: «Le Musée c'est moi» [El Museo soy yo].'

A pesar de la ausencia de una sede propia, una vez fundado el Museo, Squirru divisó una estrategia para dar inicio a las actividades de la joven institución. Su primera acción fue organizar la célebre '«Primera Exposición Flotante de Cincuenta Pintores Argentinos». A bordo del buque Yapeyú, el Museo recorrería veinte ciudades alrededor del mundo en 164 días, con obras de más de 50 artistas argentinos, entre los que se destacaban Carlos Alonso, Juan Batlle Planas, Antonio Berni, Raquel Forner o Ramón Gómez Cornet. A esta exposición la siguieron otras que ocuparon diversos espacios de la ciudad, algunos dedicados a las artes visuales y espacios extra-artísticos como el Jardín Botánico.
En 1960 finalmente se completó la obra del Teatro Municipal General San Martín y el museo pudo ocupar un espacio propio.
En 1966 en el marco de la muestra 'Barbazul» —exposición de pintura, música y arquitectura de Luis Benedit, Vicente Marotta y el músico Miguel Ángel Ronando— el Moderno contó con la icónica visita de Alfred Barr, el primer director del Museo de Arte Moderno de Nueva York (MOMA). Rafael Squirru señalaba un cierto paralelismo entre ambas instituciones: «Nuestro museo empezó, como el que dirigía Barr, con toda modestia».
Será en 1989 cuando el Museo se instaló en su sede definitiva en la avenida San Juan 350, donde funcionaba antiguamente la Tabacalera Piccardo. Allí, bajo la dirección de Raúl Santana (1991-1997) y Laura Buccellato (1997-2013), se realizaron memorables exposiciones como las de Joseph Beuys (1993), Grupo CoBra (1994), Yoko Ono (1998), Juan Carlos Romero (2000) y Federico Manuel Peralta Ramos (2003), además de las exhibiciones de la colección.
En el año 2005, debido al incremento del patrimonio y a la necesidad de espacios más flexibles para la realización de exposiciones, se presentó la necesidad de una ampliación.

## Edificio
El edificio actual data de 1918, construido originalmente para la tabacalera Piccardo con una llamativa fachada de influencia neorrenacentistas del norte de Italia.
A partir de 1987 se inició el reacondicionamiento que lo volvería adecuado para su nueva función, aunque manteniendo algunas características que poseía originalmente como la fachada en ladrillo colorado, semejante a los galpones del área portuaria, pero de terminación más cuidadosa, y una gran puerta de entrada construida de madera reforzada con chapas de hierro y remaches rústicos.
Este nuevo edificio, cuyo proyecto fue donado por el prestigioso arquitecto Emilio Ambasz, supone no solo la ampliación del espacio expositivo, sino también la concreción de ámbitos adecuados para la preservación del patrimonio del Museo, de acuerdo al protocolo y las recomendaciones del International Council of Museums (ICOM).

## Nuevo Museo Moderno

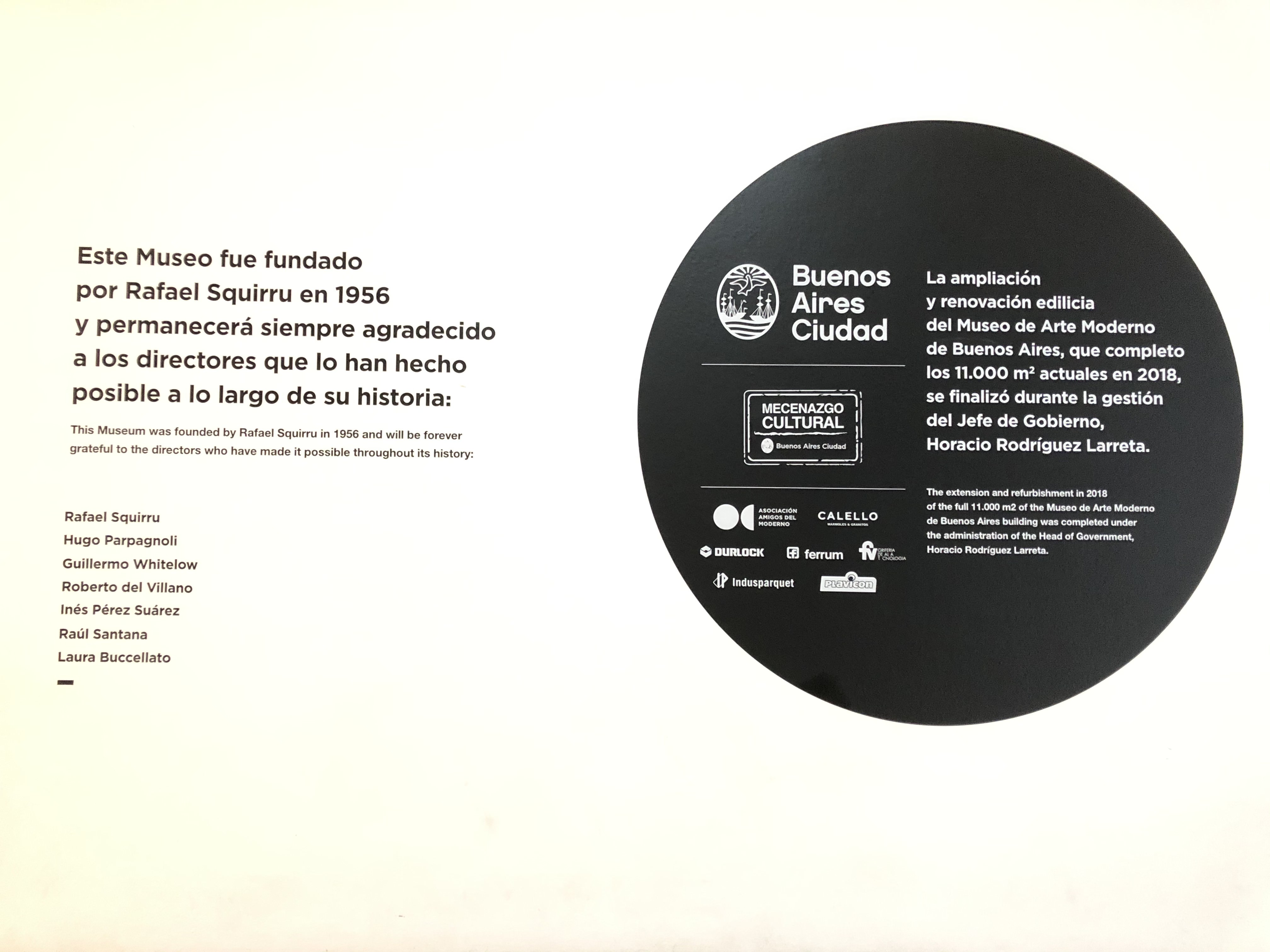
Placa Conmemorativa Re acondicionamiento

A 62 años de su fundación, el Moderno cuenta por primera vez con su sede completa. La remodelación y ampliación del edificio de Av. San Juan 350, iniciada en 2005 e inaugurada su primera etapa en 2010, durante este año alcanzó su finalización y fue reinaugurado el 12 de julio de 2018.
Esta ampliación tiene como objetivo mejorar la experiencia de los visitantes y aumentar el espacio para la exhibición de nuestro Patrimonio. En este proyecto se propuso una circulación por la parte trasera del edificio con un punto de conjunción en una nueva escalera escultórica que ordena el recorrido a la vez que interpela al visitante con sus distintos puntos de vista y el contraste de sus materiales: hierro, mármol y espejos.
El nuevo edificio del Moderno propone distintos espacios de encuentro que se alternan con las salas proponiendo una mayor interacción entre los visitantes. También se abrieron ventanas que permiten la entrada de luz natural y distintas vistas del barrio de San Telmo.
Esta ampliación tiene como objetivo mejorar la experiencia de los visitantes y aumentar el espacio para la exhibición de nuestro Patrimonio. Además de las nuevas salas de exhibición, el Moderno inaugura una nueva Sala de Educación, un café, la ampliación de la tienda y una circulación más cómoda y accesible que comunicará de manera dinámica los cinco niveles del edificio.

El proyecto arquitectónico desarrollado por el estudio M/SG/S/S/S (Manteola/ Sánchez Gómez/ Santos/ Solsona/ Sallaberry/ Vinson), y encabezado por Carlos Sallaberry, consiste en integrar la estructura completa del Moderno: el Museo actual ubicado sobre avenida San Juan —donde antiguamente funcionó la tabacalera Nobleza Piccardo— y el edificio ubicado en la esquina de Av. San Juan y Defensa —que perteneció al Museo del Cine—, cuya fachada ya fue terminada en 2010, durante la primera etapa de la reforma edilicia. El arquitecto Sallaberry fue recomendado  Emilio Ambasz, quien en 2005 donó el proyecto del museo cuando esta gran obra de ampliación comenzó.
ESPACIOS
Nuevas Salas

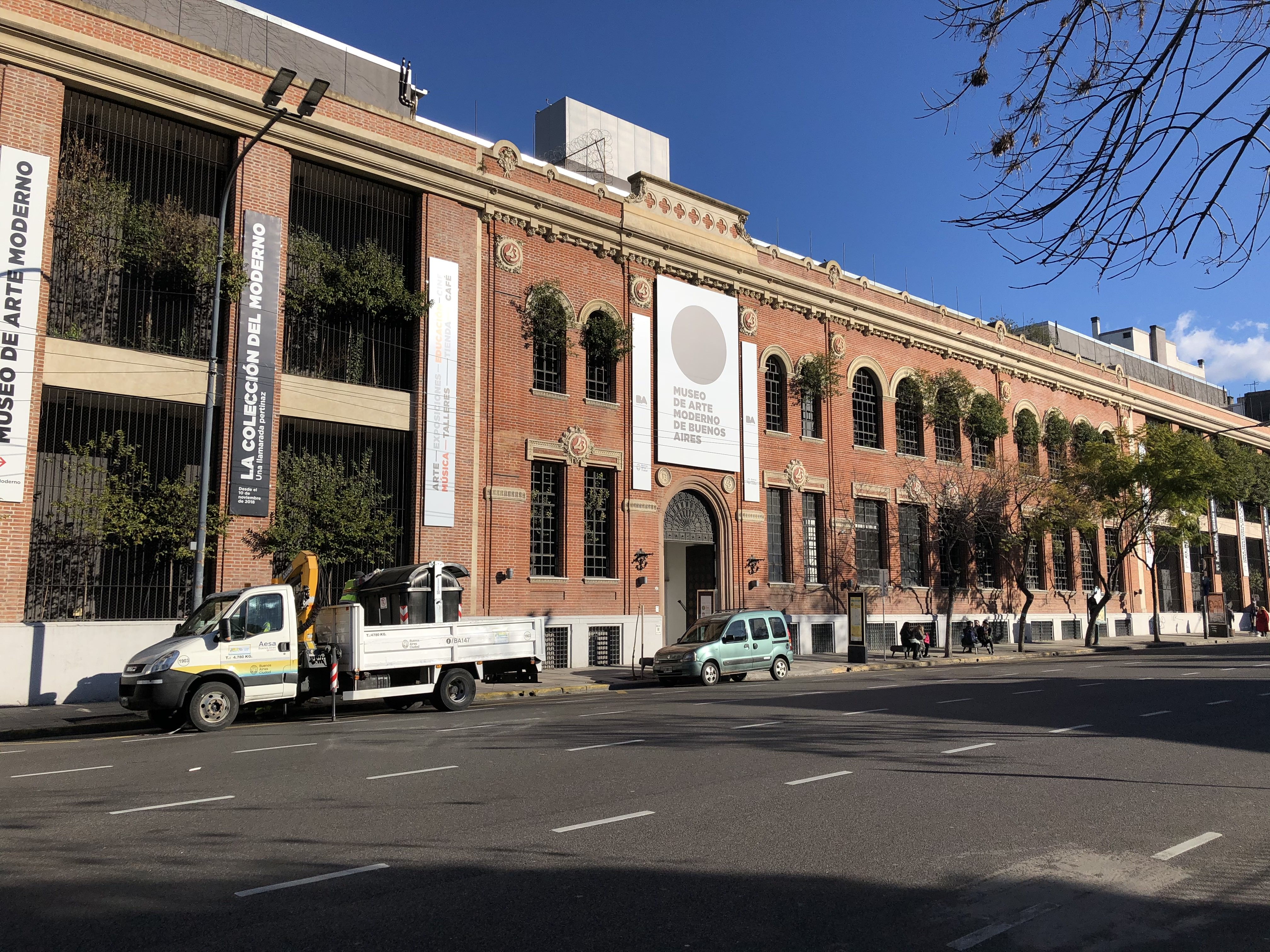
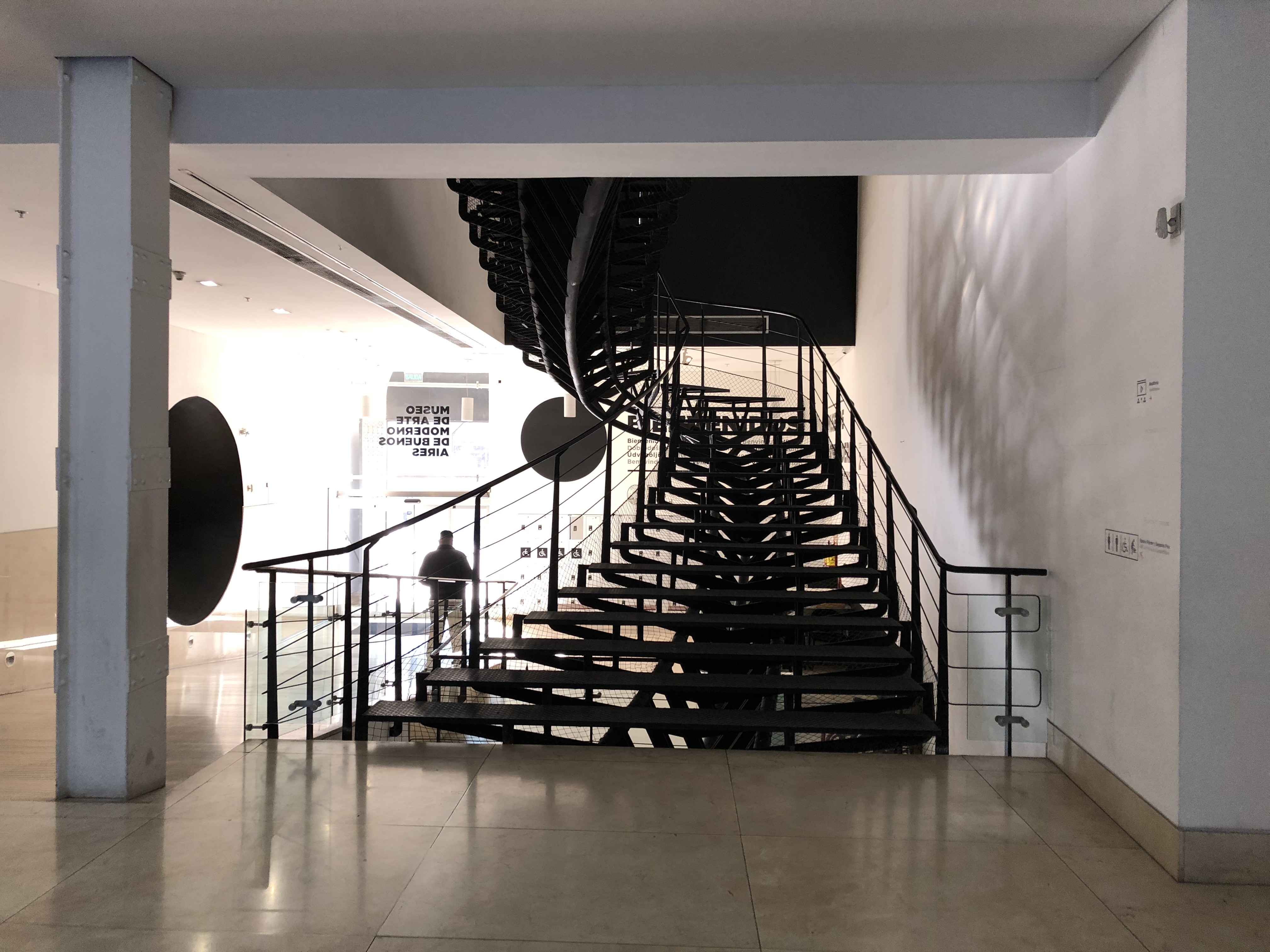
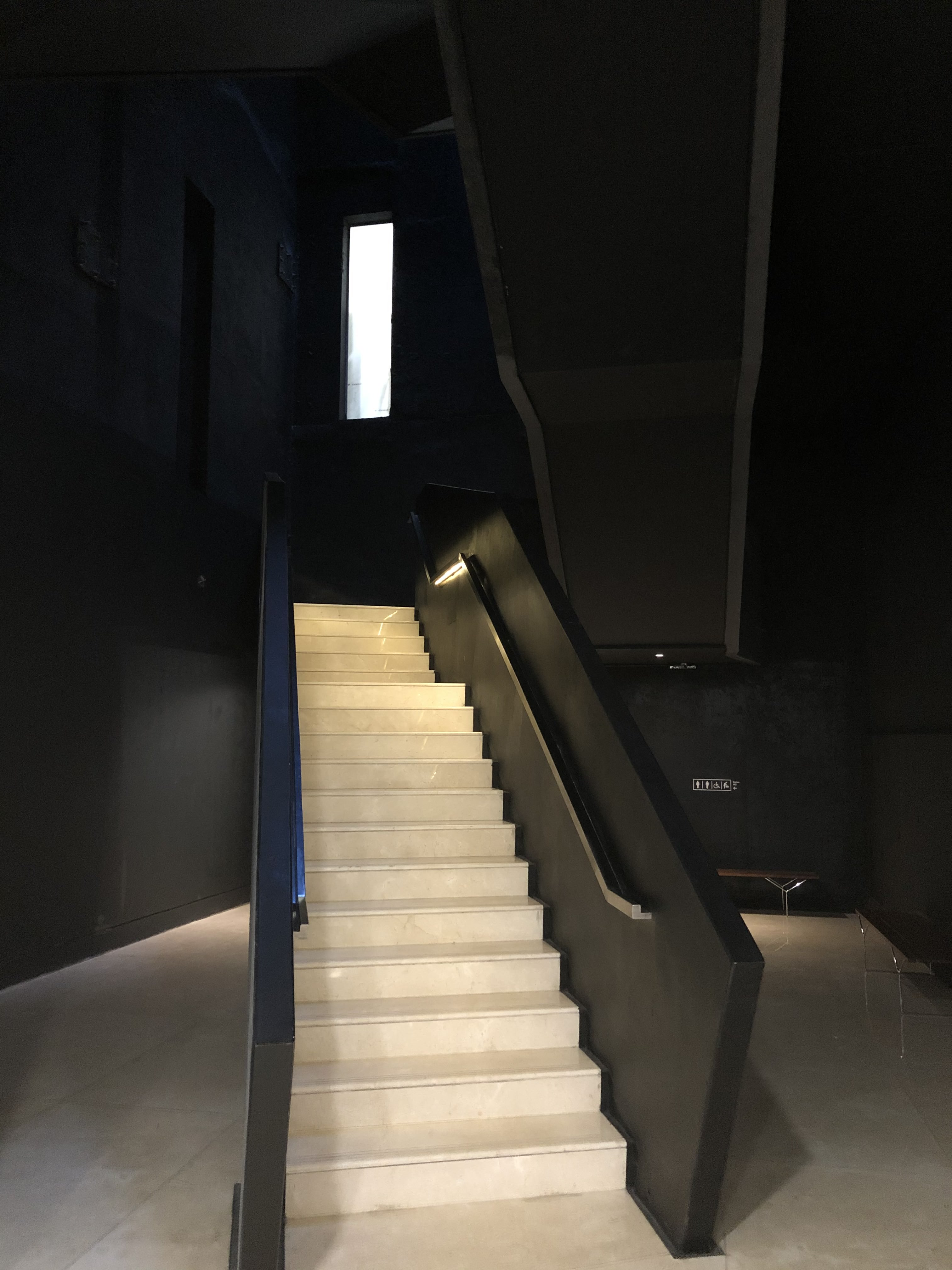

A partir de julio, el Moderno va a contar con siete salas de exposiciones (pasará de 2.300m2 a 4.000m2), de las cuales tres estarán dedicadas a exhibir el Patrimonio del Museo, mientras que las restantes permitirán presentar exposiciones de arte moderno y contemporáneo nacional e internacional.
Zona de interacción: un nuevo espacio educativo en el Moderno
El Moderno también contará con un nuevo espacio participativo para ampliar la experiencia de las familias que visitan el museo, para que tanto los adultos como los niños puedan experimentar con nuevas formas de explorar el arte y conectarse con su propio proceso creativo. Más propuestas para explorar las exposiciones del Moderno e integrar el arte con las ciencias y la tecnología.
Nuevo Café-Shop

En el nuevo recorrido propuesto para los visitantes del Moderno, la Tienda y Café, se convierte en un paso esperado para todos. Un espacio renovado de 155m2 combina la posibilidad de disfrutar de los libros de arte de la tienda mientras se toma un café o algo fresco con una vista abierta a la arquitectura original del Museo y el barrio de San Telmo de fondo.

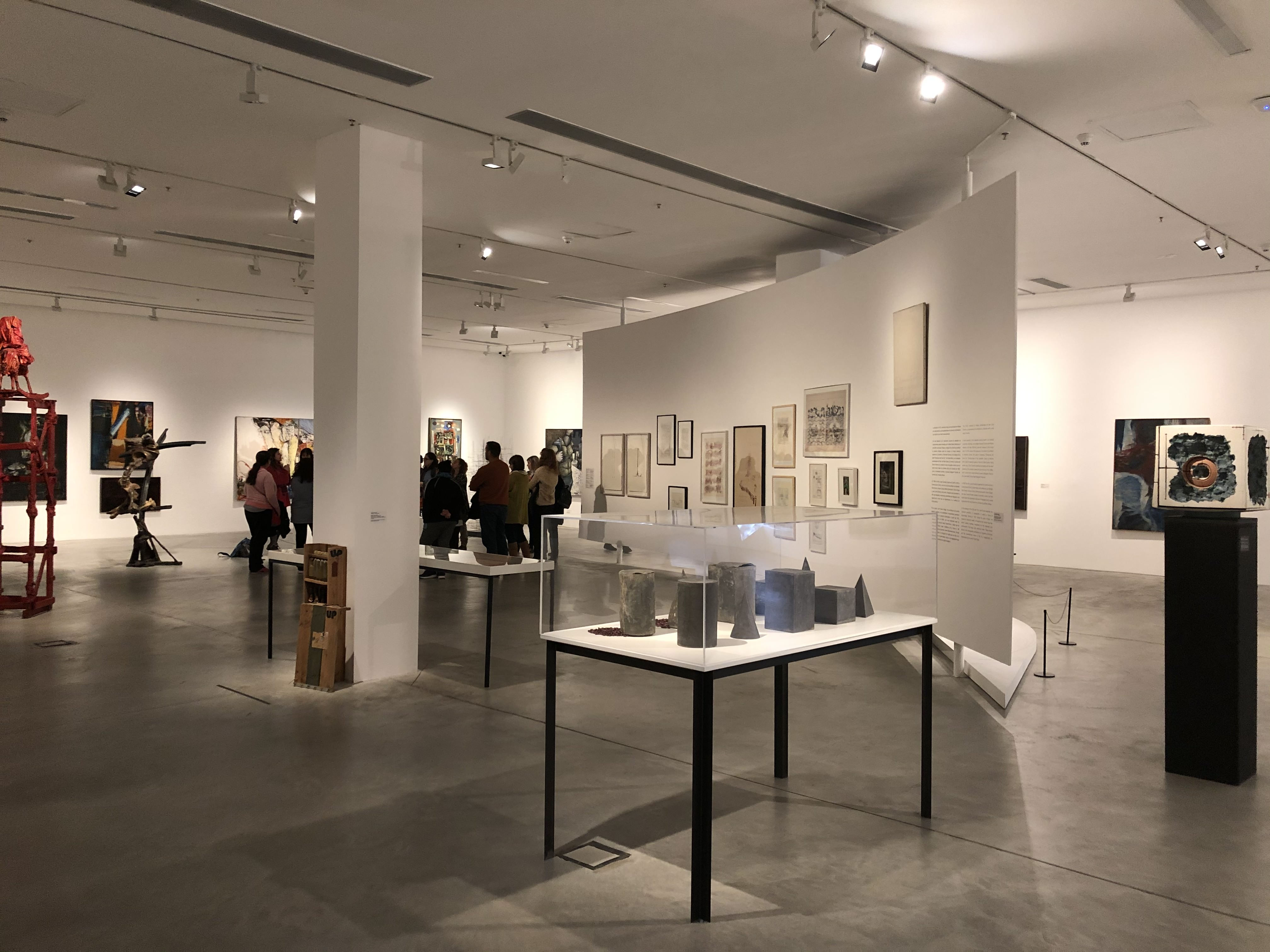
Nueva Sala de Exposiciones
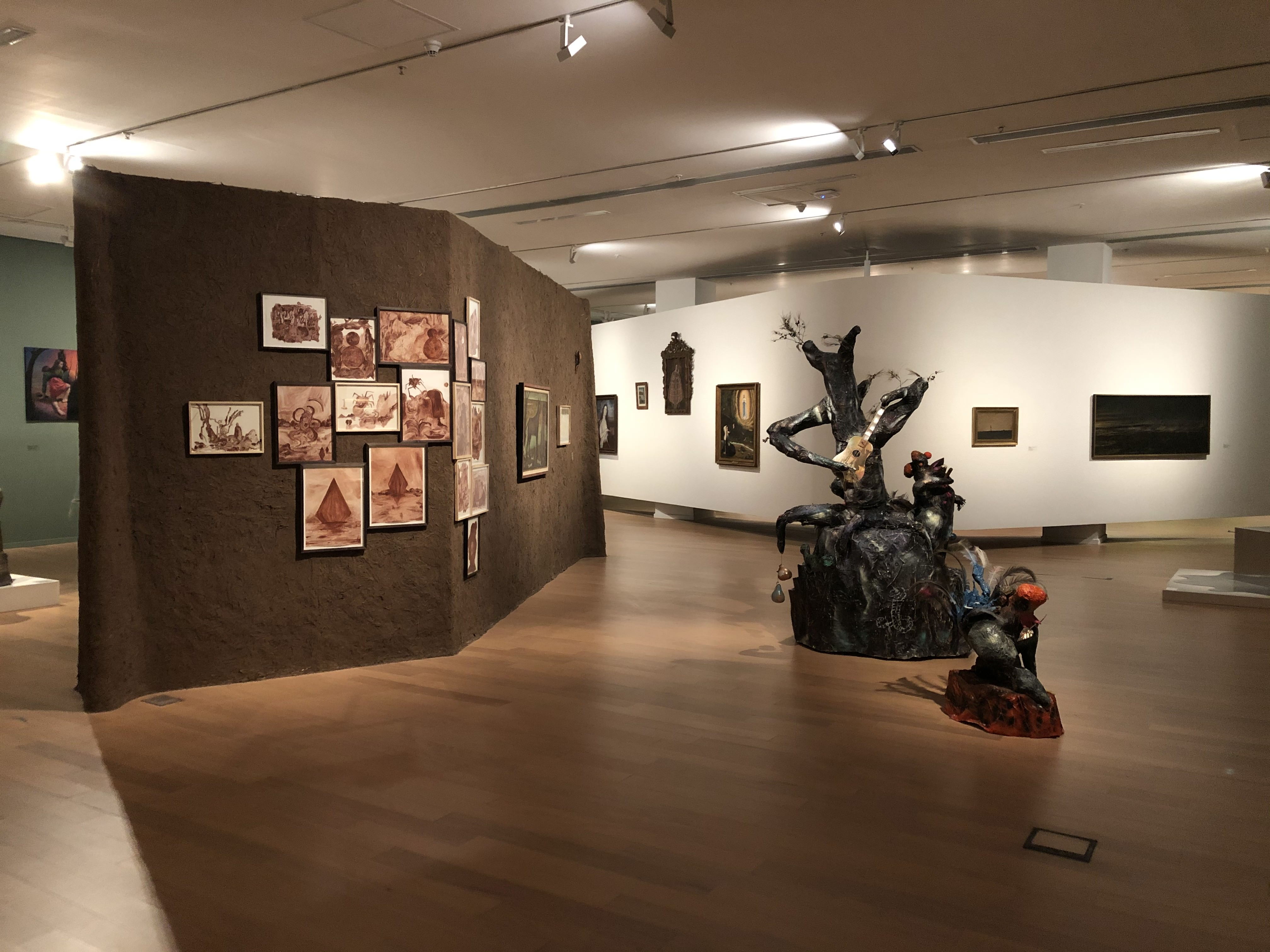
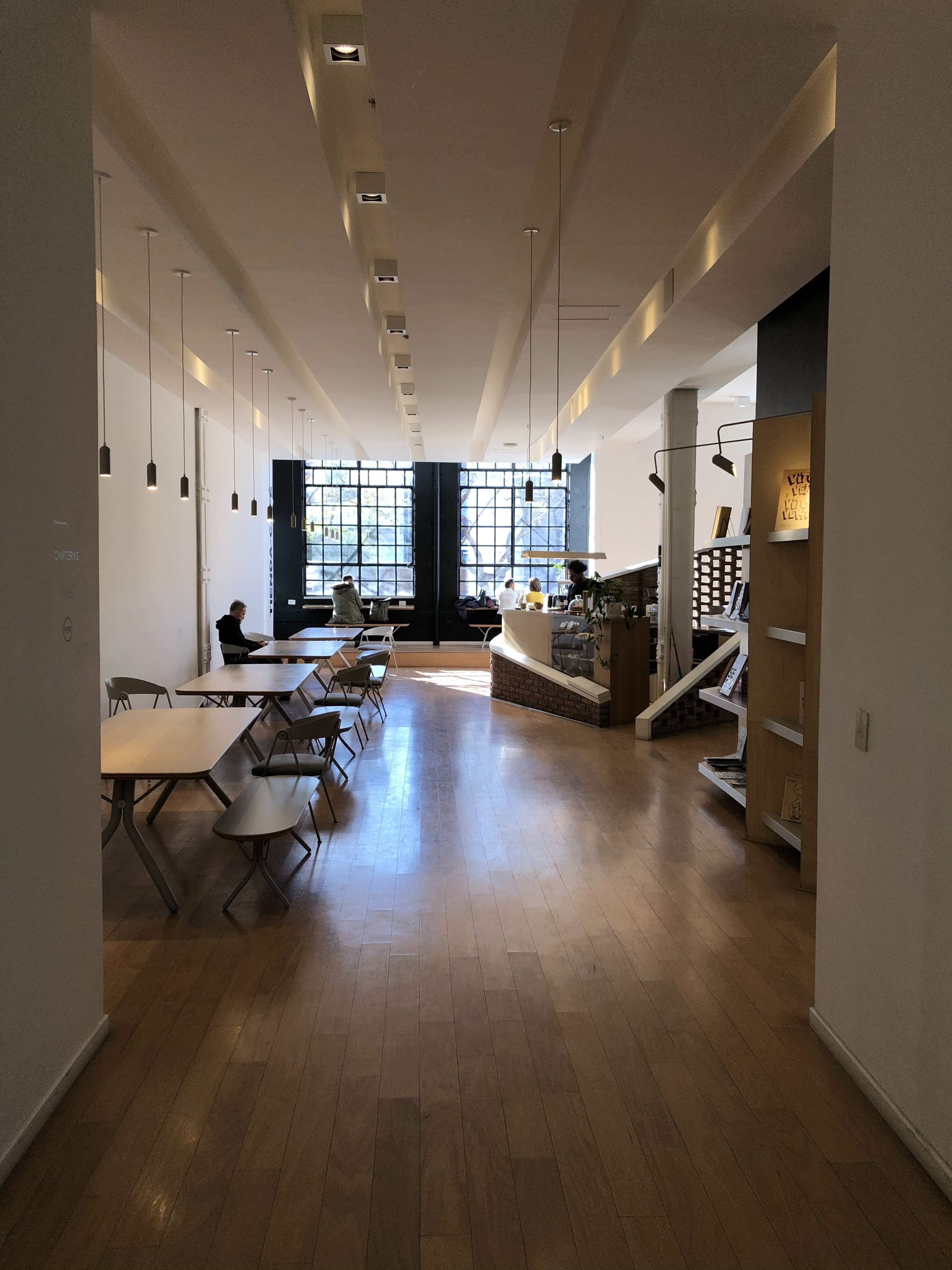
Café-Shop

## Colección
La colección del Museo de Arte Moderno comenzó a crearse desde el primer día que Squirru ocupó las labores de dirección. Rafael Squirru comenzó a construir una colección que hoy en día suma casi 11 mil obras. A partir de adquisiciones y donaciones de artistas e individuos que generosamente apoyaban a la institución, se incorporaron obras de Alberto Greco, Kenneth Kemble, Luis Wells, Luis Felipe Noé, Miguel Ángel Vidal, Eduardo Mac Entyre, Raquel Forner y Antonio Berni entre muchos otros. Este programa también fue sostenido por el siguiente director del museo, Hugo Parpagnoli, quien incorporó trabajos de Alberto Heredia, Juan Carlos Castagnino, León Ferrari o Manolo Millares.
El acervo del museo se continuaría enriqueciendo a lo largo de los años con las importantes adquisiciones y donaciones realizadas bajo las gestiones de todos sus directores. Entre todas ellas se debe destacar la gran donación de la colección del Dr. Ignacio Pirovano, realizada por su hermana Josefina Pirovano de Mihura en 1981 durante la gestión de Whitelow.
La Colección Dr. Ignacio Pirovano, se fraguó en colaboración con Tomás Maldonado, quien en 1954 le dirigía una carta al coleccionista en la que apuntaba «He pensado mucho sobre tu colección y me entusiasma la idea de que ella pueda ser la base de nuestro futuro <Museo de Arte Moderno>». Esta unión fue clave para la línea que siguió la colección Pirovano, iniciada en los años 1950.
Ambos querían la construcción de una Argentina moderna y su mejor arma era crear una colección de arte abstracto que implicase también actuar en el diseño de un nuevo país que debía reformularse.
El museo ha expuesto la colección Dr. Ignacio Pirovano durante los últimos años en diferentes Episodios haciendo honor al «camino a la abstracción» que guiaron la creación de la colección.
La colección del Moderno también la componen obras de Juan del Prete (1989) donadas por la artista Eugenia Crenovich, o el gran legado del artista Alberto Heredia (2000) conseguidas bajo la dirección de Laura Buccellato. Bajo la gestión de esta directora también se impulsó la conformación de la colección de fotografía contemporánea y la donación de un importante conjunto de obras presentadas en la exposición Últimas tendencias (2002). Asimismo, se creó la Colección de Diseño Industrial y Gráfico, con el asesoramiento del arquitecto Ricardo Blanco (1940-2017).
En agosto de 2013, Victoria Noorthoorn asumió la Dirección del Moderno, durante este período, el museo ha recibido un fuerte apoyo de la comunidad artística al recibir importantísimas donaciones que significan un aporte fundamental a su colección: en 2014, el Moderno recibió de la Fundación Augusto y León Ferrari Arte y Acervo un conjunto de 72 obras sobre papel de León Ferrari.

## Exposiciones y Programación Actual

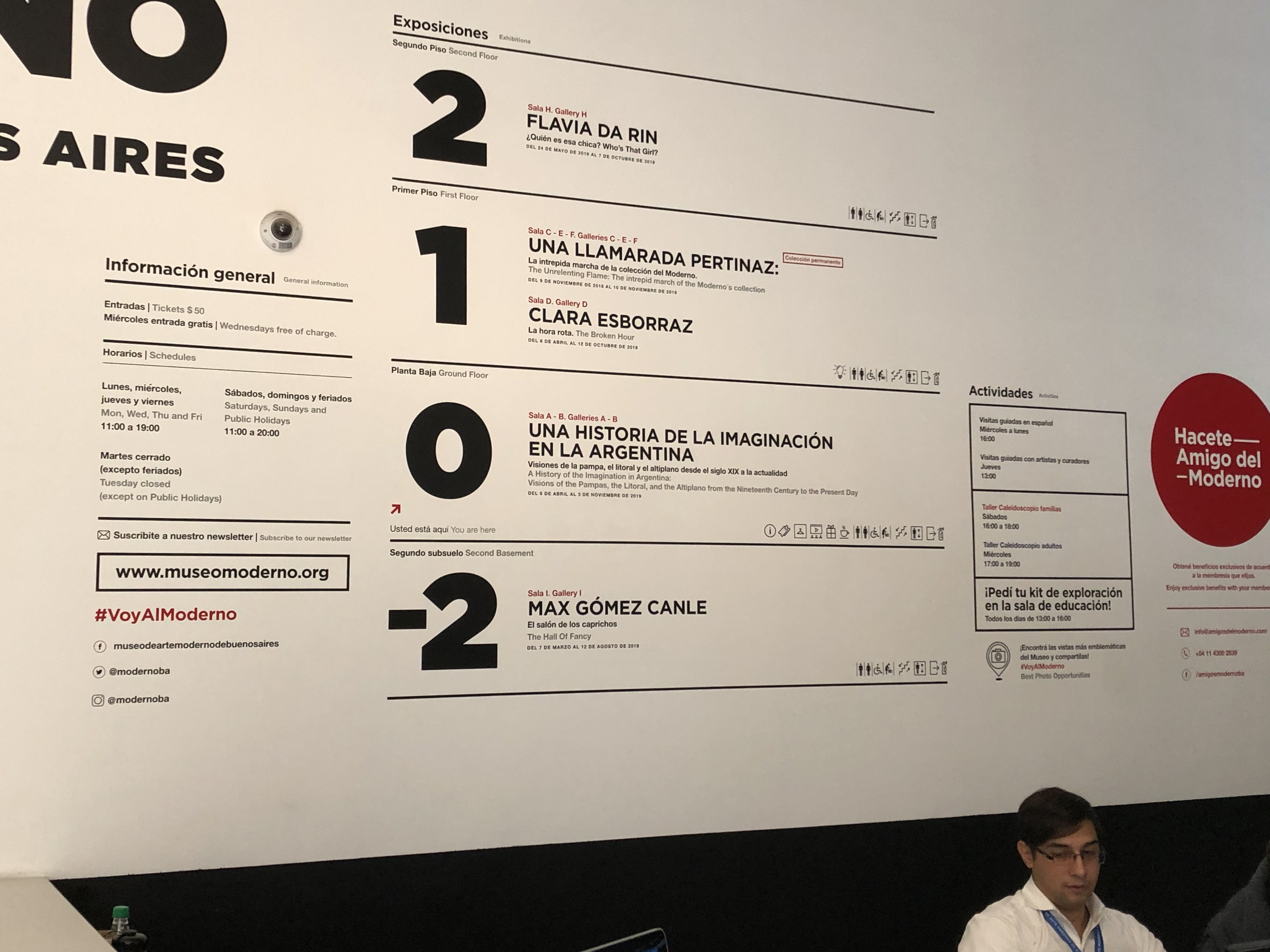
Programa MAMBA Julio de 2019

Desde agosto de 2013, momento en el que Victoria Noorthoorn asumió la Dirección del Moderno, su gestión se ha abocado a restaurar algunos de los valores fundacionales del museo. A través de un extenso programa de exposiciones y actividades que incluyen exposiciones de artistas locales –Liliana Maresca, Diego Bianchi, Sergio Avello, Edgardo Antonio Vigo, Antonio Berni, Marta Minujín- como de artistas internacionales y consagrados como ejemplifica la muestra dedicada a Picasso, y exposiciones que dan cuenta de los diversas historias que narra la Colección.
Este programa de exposiciones ha sido acompañado de numerosas actividades realizadas por un renovado Departamento de Educación, que invita a los visitantes a relacionarse con el arte y expandir su imaginación, incluso llevando el museo fuera de sus muros para acercarse a nuevos públicos.
Junto con la renovada oferta de talleres el Moderno presenta en  2013 el ciclo de cine “El cine es otra cosa”, una propuesta que sigue los parámetros históricos del Moderno, siempre ligado al cine experimental. Cada año se elige un eje temático, en 2017 ha sido la noción del underground, elegido en conjunción con las muestras dedicadas a Liliana Maresca y Sergio Avello.
En los últimos años, el Museo de Arte Moderno también ha profundizado en su política editorial y ha publicado una importante serie de primeras monografías de artistas argentinos de mediana generación —Liliana Maresca, Tomás Saraceno, Ana Gallardo, Marina De Caro—, así como monografías históricas y publicaciones de proyectos artísticos especiales.
En 2018 reabrió sus puertas con un edificio renovado con la exposición Historia de dos mundos: Arte experimental la 1944-1989 ocupando la totalidad de sus salas. Historia de dos mundos es una exposición monumental conceptualizada y curada por la directora del Moderno, Victoria Noorthoorn, Javier Villa, curador senior del Museo y Klaus Görner, curador del Museum für Moderne Kunst de Frankfurt (MMK). Esta exposición pone obras maestras de la colección de Frankfurt en diálogo profundo con las principales obras del arte latinoamericano que se desarrollaron entre los años cuarenta y los ochenta. Se trata de 500 obras de colecciones privadas y públicas creadas por 117 artistas y colectivos de Latinoamérica, Estados Unidos y Europa.